# جعفر صادق (الريف الشرقي)
جعفر صادق (بالفارسية: جعفرصادق) هي منطقة سكنية تقع في إيران في قسم الريف الشرقي الريفي. يقدر عدد سكانها بـ 401 نسمة بحسب إحصاء 2016.